# Teatro d’ira: Vol. I
Teatro d’ira: Vol. I — второй студийный альбом итальянской рок-группы Måneskin. Он был выпущен 19 марта 2021 года и занял первое место в итальянском чарте альбомов, а также получил платиновый сертификат от FIMI. После победы Måneskin на конкурсе песни Евровидение 2021 с песней «Zitti e buoni» альбом начал появляться в еженедельных чартах по всей Европе. Он достиг первого места в чартах альбомов Финляндии, Литвы и Швеции. В других странах он занял 5 первых мест в еженедельных чартах альбомов по всей Европе и возглавил чарт рок и метал альбомов в Великобритании. В альбом вошли синглы «Vent’anni» и победившая в Сан-Ремо и на Евровидении «Zitti e buoni», а также хитовые песни «I Wanna Be Your Slave» и «Coraline».

## Об альбоме
С конца 2019 года до весны 2020 года участники  группы жили в Лондоне, где оттачивали свои навыки игры, музыкальный стиль и работали над новым материалом. Это первая часть крупного проекта записи, полностью написанного четырьмя участниками группы. В отличие от предыдущего альбома Il ballo della vita (2018), альбом был записан полностью вживую, чтобы воссоздать ту же атмосферу, которую Måneskin ощущали во время концертов, проходивших в предыдущие годы и которую можно услышать на бутлег-записях 1970-х годов .
По словам группы, название проекта «Teatro d’ira» (в переводе «театр гнева») и его смысл — это «катарсический гнев, направленный на угнетение и угнетателей, который приводит к выплеску и восстанию против всего, что заставляет вас чувствовать себя неправым, и который, в результате, приводит к возрождению и переменам. Мы хотели поместить эту очень мощную силу в контекст театра, который в обычном воображении воспринимается как элегантный и спокойный. Нам нравится эта антитеза: контраст, который живёт, когда открывается занавес и вместо спектакля или балета мы оказываемся в эпицентре этого взрыва энергии. Театр — это метафора для представления искусства, место, где этот мощный импульс порождает нечто художественное и позитивное» .
Эта концепция была повторена группой во время презентации альбома: «Каждая вещь была написана нами полностью, от первой до последней ноты. Это будет запись вне канонов, мы знаем об этом, но мы все испортили, чтобы дать вам самую искреннюю и настоящую версию себя, потому что музыка — единственное, что имеет значение, и на этот раз говорить будет только она. А пока устраивайтесь поудобнее в креслах, Театр Гнева вот-вот поднимет свой занавес».
В отличие от предыдущего альбома, который был вдохновлён их музой «Марленой», этот альбом был вдохновлён ими самими. Лирика альбома затрагивает различные темы, связанные с молодым поколением. Так, песни «„Vent’anni“» и «Zitti e buoni» являются социальными манифестами об индивидуальности, другие, такие как «I Wanna Be Your Slave», говорят о двойственности в любовных отношениях, а «La paura del buio» — о людях, которые боятся как неизвестности, так и других людей за то, что они не такие, как все.

## Релиз
Альбом был выпущен Sony Music и RCA Records в виде диджипака, включающего 12-страничный буклет с текстами песен. Он также был выпущен на виниле.

### Коммерческое достижение
Через неделю после выхода альбом возглавил чарт альбомов FIMI и был сертифицирован как платиновый за продажу более 70 000 копий. После победы группы на Евровидении альбом и его композиции — в частности, сингл «Zitti e buoni» и песни «I Wanna Be Your Slave» и «Coraline» — начали входить в еженедельные чарты по всей Европе и за её пределами. К 27 мая 2021 года треки альбома набрали более 100 миллионов прослушиваний на Spotify, а к 15 июня их количество выросло до 340 миллионов. Впоследствии альбом попал в Топ-15 чарта Billboard World Albums Chart. 9 июля он возглавил чарт UK Rock & Metal Albums Chart.

## Отзывы критиков
В рецензии Rockol 8,5/10 Маттиа Марци высоко оценил игру и мастерство музыкантов. По его словам, в альбоме прослеживается влияние пауэр-трио 1970-х годов, Sonic Youth и Arctic Monkeys, а отдельные треки варьируются от хард-рока «Zitti e buoni», дэнс-рока «I Wanna Be Your Slave», пауэр-баллады «Vent’anni», готик-рока «Coraline» и гаражного рока «Lividi sui gomiti». Он заключает, что альбом полон «гнева и ярости, включая жгучие гитарные струны, мощные басовые линии, жёсткие удары по барабанам. А также переборчивая интерпретация Дамиано. У вас ещё есть время забраться в вагон».
В Rolling Stone Italia, в рецензии Клаудио Тедеско высоко оценил высокомерие 20-х годов, художественный шаг вперёд по сравнению с предыдущим студийным альбомом, качество их игры и производства, а также то, что они используют музыку и тексты, чтобы решительно сказать что-то о разнообразии, хрупкости, фобиях, сексе, желании мести, представляя мир неудачников, как девочка из «Коралины». Он критикует, что все ещё можно услышать их музыкальные влияния, хотя это нельзя принимать во внимание, потому что они ещё молоды, что в некоторых треках Дамиано вокально перебарщивает с эмоциями, но это будет оценено в данный период времени, и что на итальянском языке песни «I Wanna Be Your Slave» и «For Your Love» звучат лучше, чем на английском.
В рецензии laut.de на 4/5 Филипп Каузе затруднился определить их стиль, который находится где-то между альтернативным фанк-роком и хард-роком, почти хеви-металом; он увидел сходство с Red Hot Chili Peppers. Тексты песен эмоциональны и заряжены, как и должно быть в рок-н-ролле, иногда исполняются в стиле рэп-рок, и хорошо, что тексты в основном на итальянском, а не на английском языке, потому что многие нюансы и метафоры, используемые в текстах, которые также несут философские идеи, не будут хорошо работать на английском языке. В заключение он заявил, что участники группы «привносят с собой многое, чтобы не войти в историю как артист одного хита: привлекательный потенциал как исполнителя, точное ремесло и композиторские навыки».
В рецензии Ondarock 5/10 Антонио Сильвестри был более критичен, чем остальные, заключив, что квартет все ещё молод, но амбициозен и возглавляется талантливым фронтменом Дамиано Давиде, чей голос выделяется, и что альбом определённо является художественным ростом, и только последующие записи в рамках проекта Teatro d’ira дадут окончательный вердикт об их будущем и влиянии.
Журналом Loudwire альбом был назван 39-м лучшим рок/метал-альбомом 2021 года.

## Список композиций
Слова и музыка всех песен — Дамиано Давида, Итана Торкио, Томаса Раджи, Виктории Де Анжелис.
| №                   | Название                | Длительность |
| ------------------- | ----------------------- | ------------ |
| 1.                  | «Zitti e buoni»         | 3:14         |
| 2.                  | «Coraline»              | 5:00         |
| 3.                  | «Lividi sui gomiti»     | 2:45         |
| 4.                  | «I Wanna Be Your Slave» | 2:53         |
| 5.                  | «In nome del padre»     | 3:39         |
| 6.                  | «For Your Love»         | 3:50         |
| 7.                  | «La paura del buio»     | 3:29         |
| 8.                  | «Vent'anni»             | 4:13         |
| Общая длительность: | Общая длительность:     | 29:03        |

| №                   | Название                                        | Длительность |
| ------------------- | ----------------------------------------------- | ------------ |
| 9.                  | «I Wanna Be Your Slave» (при участии Игги Попа) | 2:53         |
| Общая длительность: | Общая длительность:                             | 31:56        |

## Участники записи
Группа
- Дамиано Давид — вокал
- Виктория Де Анжелис — бас-гитара
- Томас Раджи — гитара
- Итан Торкио — ударные

Производство и дизайн
- Måneskin — производство
- Фабрицио Феррагуццо — постановка
- Энрико Ла Фальс — запись, звукоинженерия, мастеринг
- Лука Пеллегрини — запись
- Энрико Брун — дополнительное производство
- Коррадо «Mecna» Грилли — графический дизайн
- Габриэле Джуссани — фотография

## Чарты
| Чарт (2021)                                   | Высшая позиция |
| --------------------------------------------- | -------------- |
| Австрия (Ö3 Austria)                          | 5              |
| Бельгия/Фландрия (Ultratop)                   | 3              |
| Бельгия/Валлония (Ultratop)                   | 3              |
| Канада (Billboard)                            | 62             |
| Чехия (ČNS IFPI)                              | 3              |
| Дания (Hitlisten)                             | 4              |
| Нидерланды (Album Top 100)                    | 2              |
| Финляндия (Suomen virallinen lista)           | 1              |
| Франция (SNEP)                                | 25             |
| Германия (Offizielle Top 100)                 | 11             |
| Греция (IFPI)                                 | 7              |
| Исландия (Plötutíðindi)                       | 2              |
| Ирландия (Irish Albums Chart)                 | 29             |
| Италия (Classifica album)                     | 1              |
| Япония (Oricon)                               | 49             |
| Япония (Billboard Japan)                      | 48             |
| Япония (Oricon)                               | 9              |
| Литва (AGATA)                                 | 1              |
| Норвегия (VG-lista)                           | 2              |
| Польша (ZPAV)                                 | 4              |
| Португалия (AFP)                              | 6              |
| Шотландия (Scottish Albums Chart)             | 24             |
| Словакия (ČNS IFPI)                           | 3              |
| Испания (PROMUSICAE)                          | 8              |
| Швеция (Sverigetopplistan)                    | 1              |
| Швейцария (Schweizer Hitparade)               | 5              |
| Великобритания (UK Albums Chart)              | 49             |
| Великобритания (UK Rock & Metal Albums Chart) | 1              |
| США (Billboard)                               | 19             |
| US Heatseekers Albums (Billboard)             | 4              |
| US World Albums (Billboard)                   | 7              |

| Чарт (2021)                     | Позиция |
| ------------------------------- | ------- |
| Австрия (Ö3 Austria)            | 19      |
| Бельгия (Ultratop Flanders)     | 20      |
| Бельгия (Ultratop Wallonia)     | 70      |
| Нидерланды (Album Top 100)      | 14      |
| Швейцария (Schweizer Hitparade) | 32      |

## Сертификации
| Регион                                                                      | Сертификация  | Продажи |
| --------------------------------------------------------------------------- | ------------- | ------- |
| Италия (FIMI)                                                               | 2× Платиновый | 100 000 |
| Польша (ZPAV)                                                               | Золотой       | 10 000  |
| Швеция (GLF)                                                                | Платиновый    | 30 000  |
| Данные о продажах + прослушиваниях приведены только на основе сертификации. |               |         |

## История релиза
| Страна   | Дата            | Формат(ы)             | Лейбл    | Источники |
| -------- | --------------- | --------------------- | -------- | --------- |
| Весь мир | 19 марта 2021   | Цифровое скачивание   | Sony RCA |           |
| Европа   | 19 марта 2021   | CD                    | Sony RCA | [ 62 ]    |
| Италия   | 19 марта 2021   | LP                    | Sony RCA | [ 63 ]    |
| Италия   | 16 апреля 2021  | LP                    | Sony RCA | [ 64 ]    |
| Япония   | 13 октября 2021 | CD (Японское издание) | Sony RCA | [ 65 ]    |